# Caligo zeuxippus
Caligo zeuxippus är en fjärilsart som beskrevs av Druce 1902. Caligo zeuxippus ingår i släktet Caligo och familjen praktfjärilar. Inga underarter finns listade i Catalogue of Life.